# Колина Примозоле
Колина Примозоле је насеље у Италији у округу Катанија, региону Сицилија.
Према процени из 2011. у насељу је живело 358 становника. Насеље се налази на надморској висини од 51 м.